# Gastronomia del Rosselló
La cuina del Rosselló tracta sobre el menjar i les begudes típics de la cuina rossellonesa.
El Rosselló és una comarca de gran extensió que abasta cinc zones o sub-comarques: la Salanca de Salses, la costa de Perpinyà, la Costa Vermella entre Cervera i Argelers, la plana rossellonesa i l'interior anomenat els Aspres. Cada zona té una cuina diferenciada gràcies a la diferència de productes segons el tipus de terreny.
La Salanca és una gran font de plats basats en l'anguila, que abunda a l'estany que domina la zona. Igual que la resta de la costa, el peix és abundant: L'esqueixada de bacallà i patata és típica. A la Costa Vermella, el marisc és estrella. A la plana i els Aspres, el conreu del vi i fruites com el préssec i l'albercoc domina la gastronomia. La proximitat de la cultura occitana, a la vall de l'Aglí, i la francesa en general contribueixen a la particularitat de la gastronomia rossellonesa. La gran afluència del turisme estival ha creat un sector de restauració destacable sobretot al voltant de la costa, que ha impactat en l'oferta gastronòmica; la cuina catalana hi és un important reclam turístic per als visitants de França.
A continuació es detalla els elements més destacables de la gastronomia d'aquesta comarca:

## Vi del Rosselló

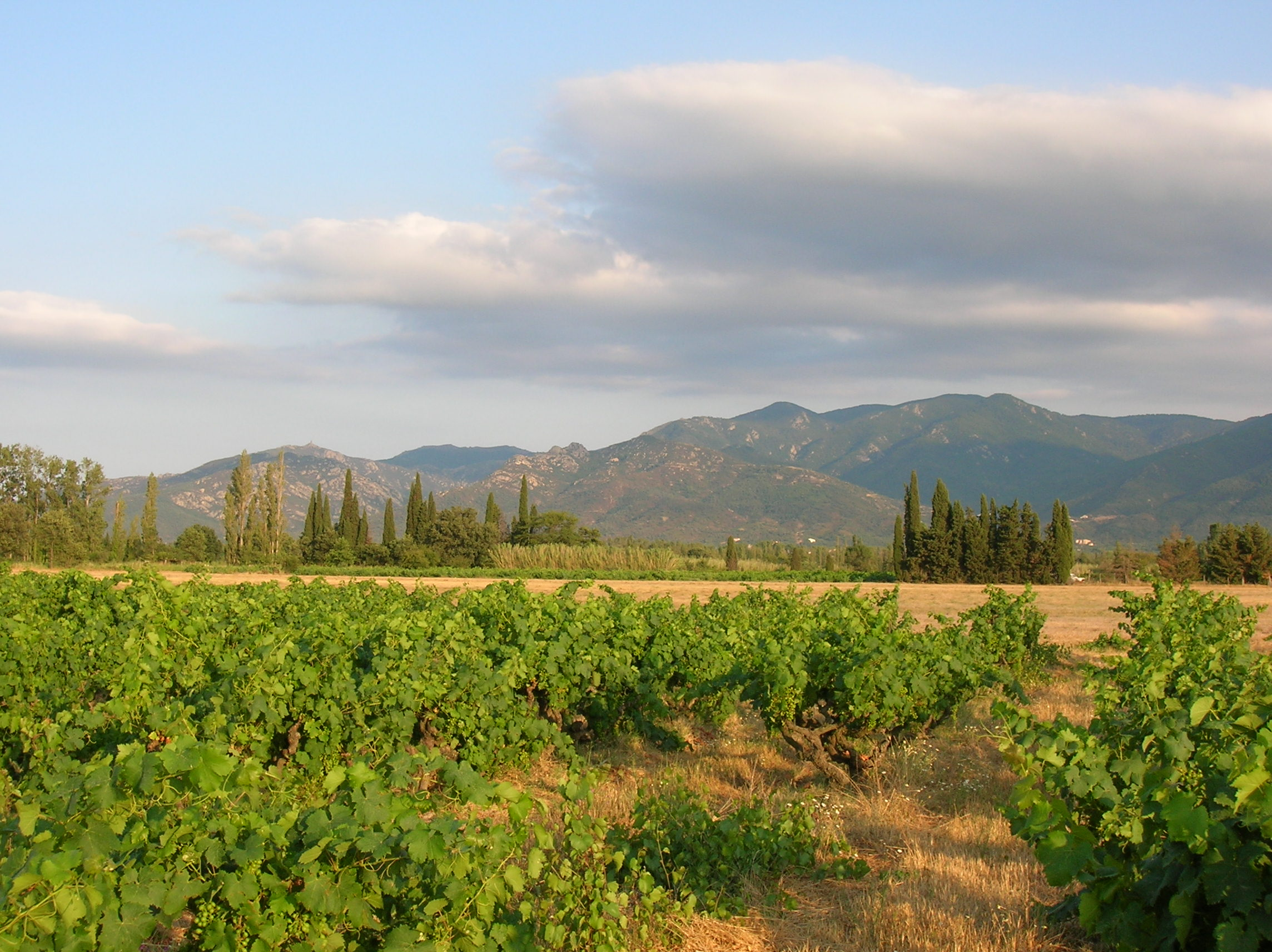
Vinyes a Sant Genís de Fontanes a l'Albera.

El vi del Rosselló inclou 15 espècies de raïm distints i una sèrie de denominacions d'origen controlat, com ara les Costes del Rosselló o el Cotlliure. Predominen els vins dolços, com la famosa mistela de Ribesaltes anomenada Moscat, el vi de Maurí, i el vi de Banyuls.
Les varietats de raïm tradicionals al Rosselló són les garnatxes (blanca, negra i grisa o lledoner pelut), el macabeu i els moscatells (d'Alexandria, o romà, i de gra petit) dits moscats. La carinyena és en retrocés substitució reemplaçada per varietats menys productives i de més qualitat. El torbat, o malvasia del Rosselló, és avui testimonial encara que s'està recuperant amb ceps de l'Alguer. Són varietat millorants introduïdes als anys 1980 el sirà i la garnatxa tintera anomenada morvedre i abans mataró.

## Boles de picolat
Les boles de picolat són una ollada amb mandonguilles.

## Coca
La coca és un producte artesanal amb gran arrelament al Rosselló, i durant el dia de Sant Joan es regalen coques davant del Castillet de Perpinyà.

## Anxoves
A la Costa Vermella i concretament a Cotlliure hi ha una llarga tradició de la pesca i la conserva de l'anxova, reconeguda per la indicació geogràfica protegida ''Anxova de Cotlliure". Una de les receptes més locals és l'anxovada, una salsa a base d'oli d'oliva, all, anxoves picades, tomàquet i de vegades nous i pinyols.

## Altres plats típics
- Braç de gitano[3]
- Bunyeta
- Caragols
- crema cremada
- Mel i mató
- Torró de Perpinyà, un torró dur amb avellanes
- vedella, a Perpinyà.[4]

## Ingredients bàsics
- Peix i marisc: Bacallà, anguila.
- Fruites: Albercoc (Roig de Rosselló), préssec, raïm.
- Ametla.
- Embotits.